# Sørbymagle
Sørbymagle er en lille by på Sydvestsjælland med 1.111 indbyggere  (2025). Sørbymagle er beliggende i Sørbymagle Sogn otte kilometer sydøst for Slagelse og 10 kilometer nordvest for Fuglebjerg. Byen ligger i Slagelse Kommune  i Region Sjælland.
Sørbymagle Kirke ligger i byen.
Byen er især kendt for at afholde Sørby Marked hvert år slutningen af maj eller starten af juni. 